# Tanybelus aeneiceps
Tanybelus aeneiceps là một loài nhện trong họ Salticidae.
Loài này thuộc chi Tanybelus. Tanybelus aeneiceps được Eugène Simon miêu tả năm 1902.